# Arte nuevo de hacer comedias en este tiempo
El Arte nuevo de hacer comedias en este tiempo és un extens poema assagístic que Lope de Vega va escriure i llegir l'any 1609 a l'Acadèmia de Madrid com a defensa de les innovacions que estava duent a terme en el camp de la dramatúrgia, i que havien suposat un trencament amb la normativa neoaristotèlica dominant durant el Renaixement. Aquesta obra està destinada a ser llegida davant d'un públic culte i acadèmic que havia reaccionat davant l'èxit de públic del dramaturg madrileny amb una defensa dels cànons clàssics que es desprenien d'una lectura força lliure de la “Poètica” d'Aristòtil.
Lope de Vega procura en aquesta obra una explicació de les novetats introduïdes en les seves composicions, tot assimilant-les a alguns dels conceptes aristotèlics que ell mateix acceptava i aplicava, com són la versemblança, la unitat d'acció i el “decoro”.
El títol presenta l'antítesi que Lope de Vega volia trencar: Arte feia referència en aquesta època a allò que estava regulat per unes normes completament marcades per la tradició clàssica, com la distinció entre tragèdia i comèdia; i nuevo, en aquest cas, planteja la modificació d'aquestes normes rígides i l'aparició de la llibertat creativa en l'àmbit teatral, sempre supeditada al desig del públic. La idea principal per Lope de Vega, com diu en els seus versos, és: 
| « | Porque como las paga el vulgo es justo, hablarle en necio para darle gusto. | » |

## Estructura
El Arte nuevo és doncs un discurs en vers que segueix una estructura clàssica d'exposició i el podem dividir en tres parts:
- Versos 1-146: la Captatio benevolentiae i una demostració d'erudició, ambdues necessàries en aquest tipus de discurs.
- Versos 147-361: la part doctrinal i de defensa dels eixos principals del nou teatre.
- Versos 362-389: l'epíleg i tancament del discurs.

## Contingut
Les principals idees exposades són:
- La necessitat d'adaptar les obres al gust del públic i del moment. Les obres estan pensades pel gaudi d'aquell qui paga per veure-les.
- Disposar l'obra en tres actes, que mantenen millor l'interés i la tensió de l'espectador. Es deixa pel darrer la resolució de la intriga, i que aquesta es doni en els últims versos.
- Trencar amb la regla de les tres unitats sempre que ho exigeixi l'obra, si bé considera que l'acció és important mantenir-la tant com sigui possible.
- L'ampliació del nombre d'actors en escena i fer que aquestes siguin més curtes, per tal de donar la sensació de rapidesa, vida i agilitat (i mantenir així l'atenció del públic).
- Permetre la barreja d'allò còmic i tràgic, i dels personatges que representen aquests mons. La creació del personatge del “gracioso” és el fet més important.
- La polimetria, que permet a l'autor l'ús del vers o estrofa que més convingui a cada moment i situació, i que permet la unió en un mateix espai de la tradició culta amb la popular (característica clarament barroca).

No obstant, Lope de Vega manté la necessitat d'un decòrum en la parla dels personatges i un intent de versemblança en les accions exposades. Així, cada classe social mantindrà les seves característiques i l'argument de l'obra haurà de donar la sensació de realitat.
El Arte nuevo de hacer comedias en este tiempo es converteix així en la primera obra assagística que defensa l'èxit teatral i el gust del públic com a elements principals per la creació de les obres i el que possibilita la creació d'un teatre modern.